# Amica Mutual Insurance
Amica Mutual Insurance — взаимная страховая компания США, специализируется на автостраховании. Штаб-квартира в Линкольне, штат Род-Айленд. В 2021 году заняла 793-е место среди крупнейших компаний США.
Компания основана в 1907 году под названием Automobile Mutual Insurance Company of America (Взаимная компания автострахование Америки). Позже, с расширением деятельности в 1950-х годах на другие виды страхования, название компании было сокращено до аббревиатуры Amica.
Из выручки 1,52 млрд долларов в 2020 году на страховые премии пришлось 2,41 млрд долларов, на инвестиционный доход — 175 млн. Страховые выплаты составили 1,50 млрд. Активы на конец года составили 5,67 млрд, из них 2,78 млрд пришлось на инвестиции в облигации, 1,68 млрд — в акции.
Основные дочерние компании на 2020 год:
- Amica Mutual Insurance Company
- Amica Life Insurance Company
- Amica Property and Casualty Insurance Company
- Amica General Agency, LLC
- Amica General Insurance Agency, LLC